# Ría Foca
La ría Foca(51°58′S 60°13′O / -51.967, -60.217) es un brazo de mar que se interna en la costa sudeste de la isla Gran Malvina del archipiélago de las Malvinas, que según la Organización de las Naciones Unidas (ONU), está en litigio de soberanía entre el Reino Unido, quien lo administra como parte del territorio británico de ultramar de las Malvinas, y la Argentina, quien reclama su devolución, y la integra en el departamento Islas del Atlántico Sur de la provincia de Tierra del Fuego, Antártida e Islas del Atlántico Sur.  
Esta ría se ubica en el interior del puerto Edgardo, y al oeste de la bahía Fox, encontrándose en la zona de la boca sudoccidental del Estrecho de San Carlos.